# Vanda coerulescens
Vanda coerulescens är en orkidéart som beskrevs av William Griffiths. Vanda coerulescens ingår i släktet Vanda och familjen orkidéer. Inga underarter finns listade i Catalogue of Life.

## Bildgalleri

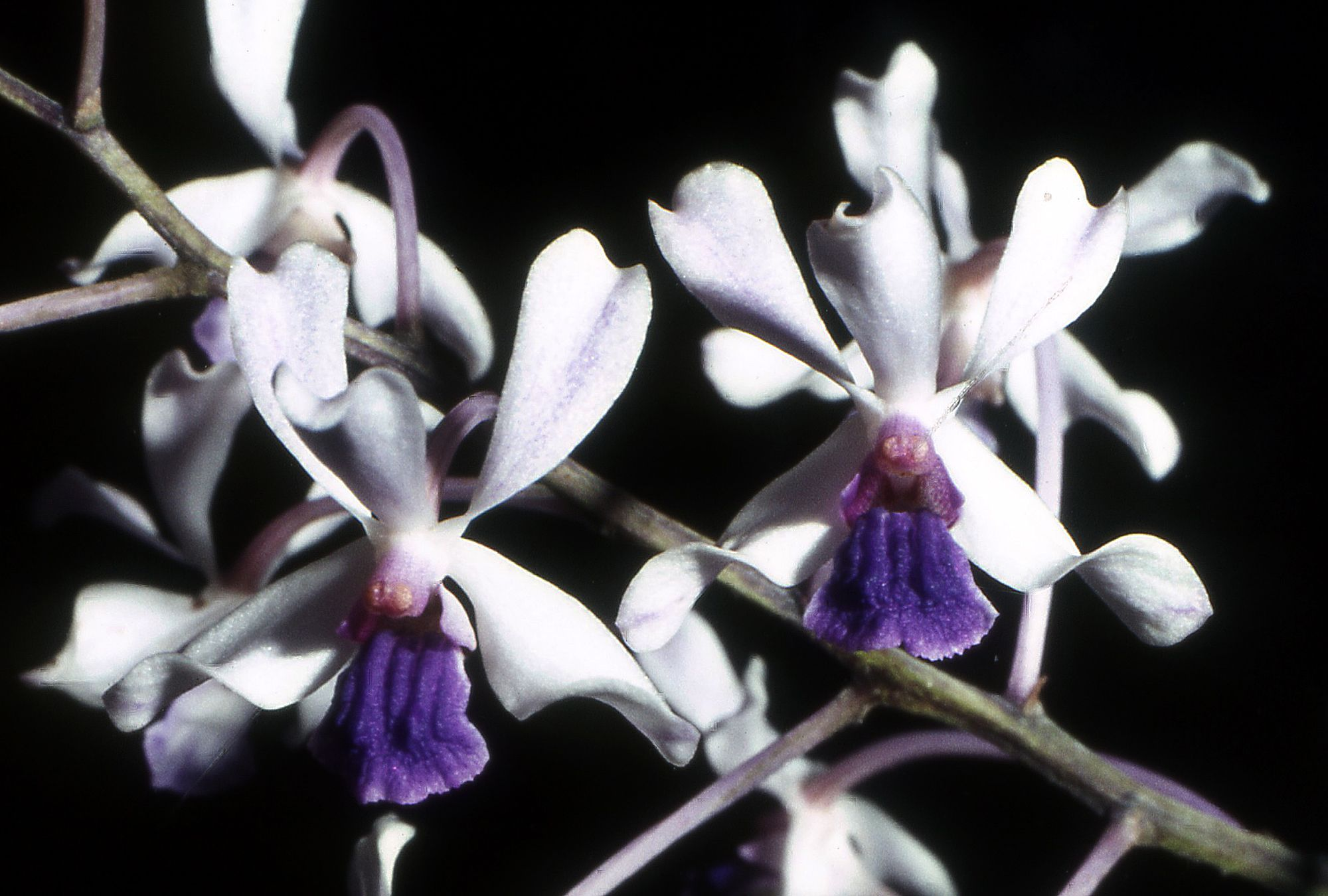
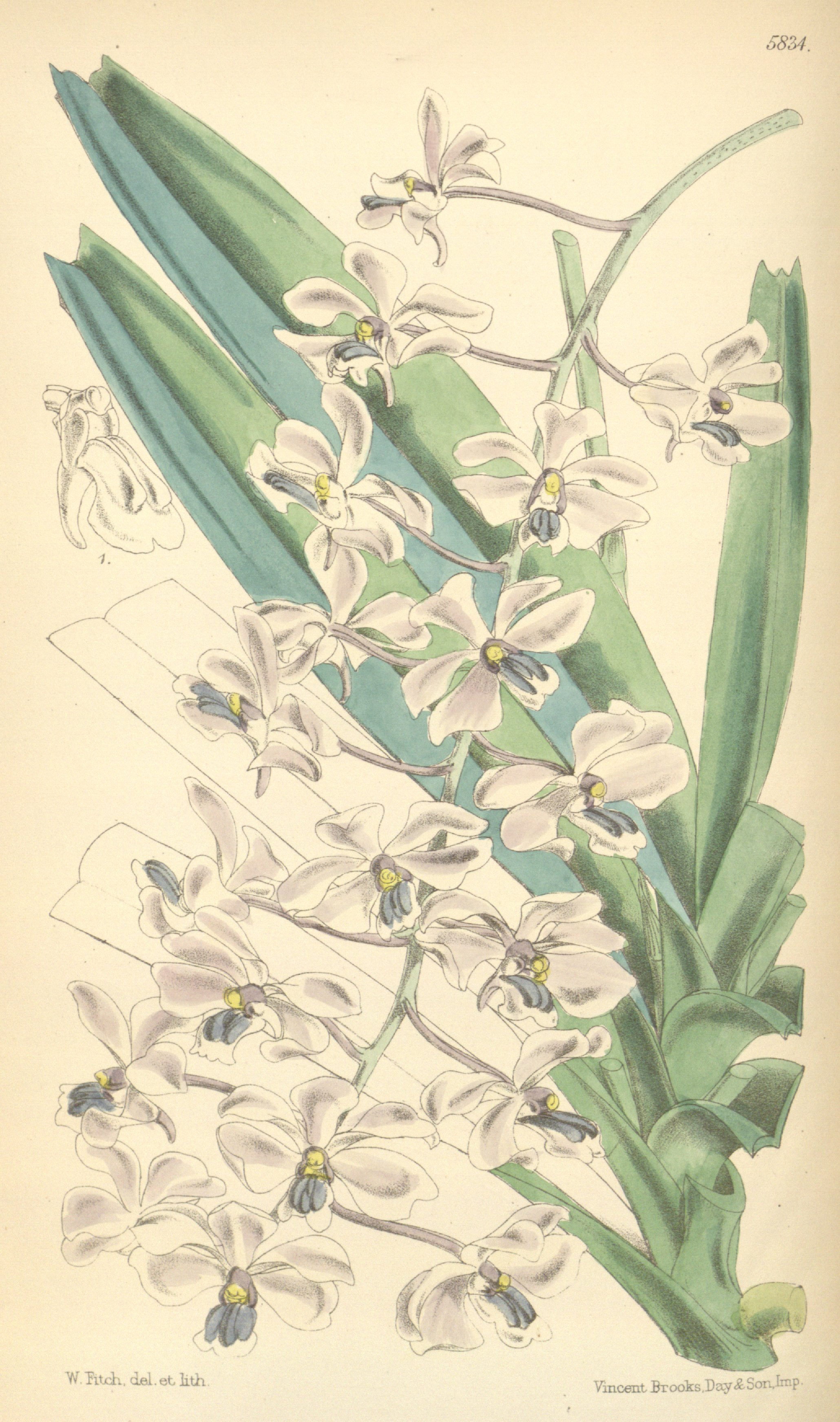
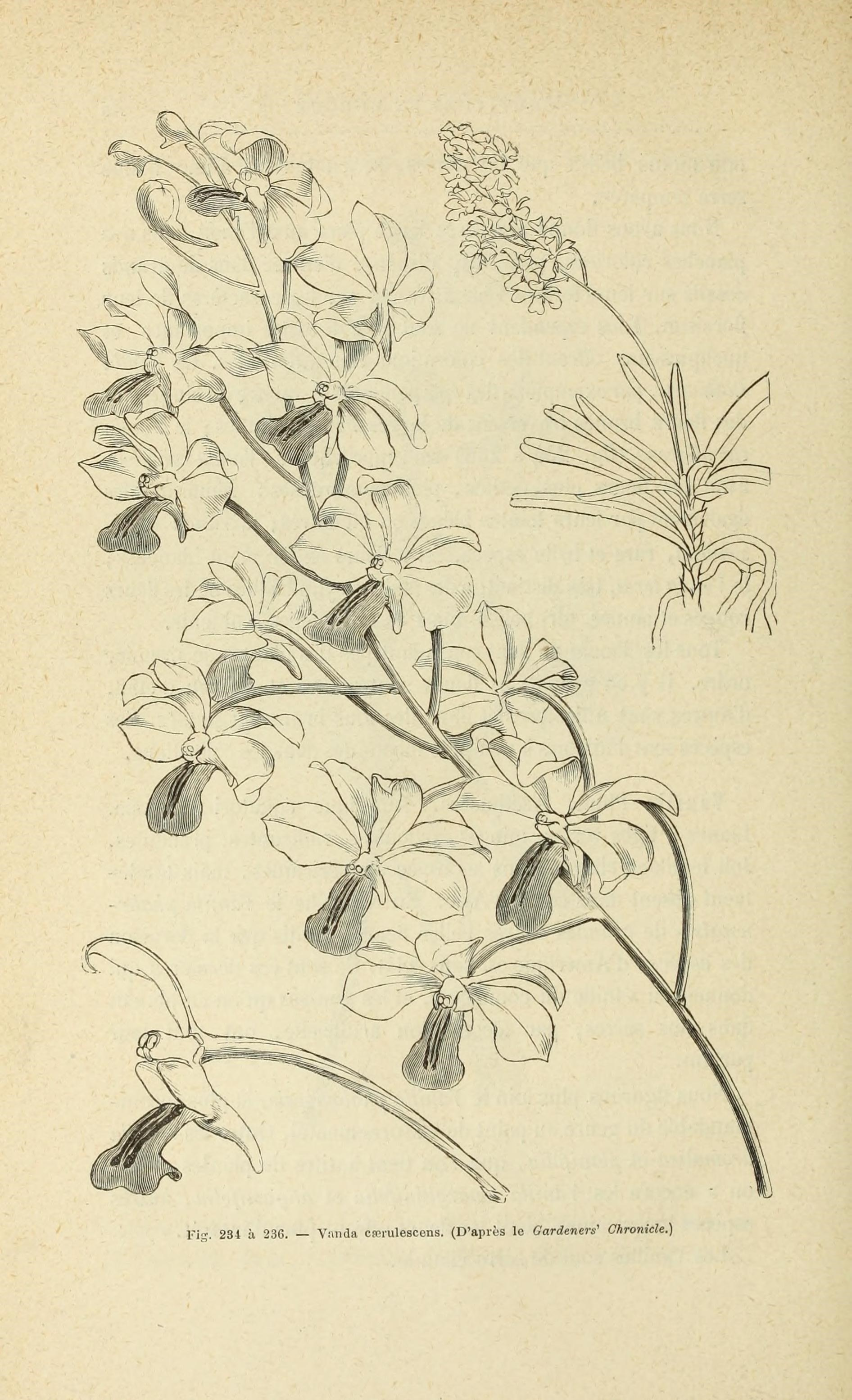